# ザンダースハウゼンの戦い
ザンダースハウゼンの戦い（ザンダースハウゼンのたたかい、ドイツ語: Gefecht bei Sandershausen）は七年戦争中の1758年7月23日、ブロイ公率いるフランス軍がカッセルにごく近いザンダースハウゼンでヨハン・カジミール・フォン・イーゼンブルク＝ビルシュタイン率いるヘッセン＝カッセル軍に勝利した戦闘。

## 背景
クレーフェルトの戦いと同日（1758年6月27日）、フランス軍のスービーズ公にヘッセン＝カッセル方伯領への侵攻命令が下された。彼は命令に従って、ブロイ公率いるフランス軍2万を派遣してヘッセン＝カッセル軍との決戦に挑んだ。ヘッセン軍の指揮官ヨハン・カジミール・フォン・イーゼンブルク＝ビルシュタインは自軍があまり強くなく、傷病兵を数多く抱えていたため、エーダー川を渡ってフリッツラーまで撤退しようとした。7月22日、彼はカッセルでフルダ川を渡河した。

## 戦闘
7月23日、ブロイ公はフランス軍前衛を率いてヘッセン軍の野営していたザンダースハウゼンへ進軍した。朝11時、彼はフランス歩兵とともにフルダ川を渡河、続いて騎兵も渡河した。
ザンダースハウゼンにいるヘッセン軍の哨戒はすぐに追い払われたが、遮蔽陣地2か所からの激しい射撃でフランス軍の進軍が止まった。ブロイ公は砲兵を投入して敵軍を攻撃、ヘッセン軍ははじめ撤退しようとしたが、後にフランス軍に応戦した。ヘッセン軍は大砲を自軍の真ん中、ハン・ミュンデンへの道の左右に、右翼をフルダ川へ通じる樹木の茂った坂に、左翼の騎兵をエレンバッハ農園に、傷病兵を後ろの第2列に配置した。
ブロイ公率いるフランス軍はすでに16時間も行軍していたが、それでも3列の陣形をとって応戦した。陣形は第3列が大砲10門からなり、両翼には騎兵が配置されていた。
右翼の縦隊はすでにフランス軍による激しい砲撃に晒されていたエレンバッハ農園へ進軍、続いてブロイ公は擲弾兵部隊も投入した。しかし、イーゼンブルクは騎兵にフランス軍右翼の騎兵への反撃を命じ、戦闘は一進一退の情勢になった。
やがて混戦になったが、18時30分にフランス軍による銃剣突撃がヘッセン歩兵の右翼を撃退したことでようやく決着がついた。フランス猟兵は騎兵の援護のもと、エレンバッハの谷を爆破し、ここにヘッセン軍がようやく諦めて撤退した。ブロイ公は自軍がすでに疲労していたため、追撃を行わなかった。

## 結果
フランス軍はマールブルクとカッセルを占領して、両市で暫定市長を任命した。10月10日にはヘッセン軍とハノーファー軍がフランス軍の補給線を妨害しようとしてルッターベルクの戦いに挑んだが敗退した。